# Sjökvarteret

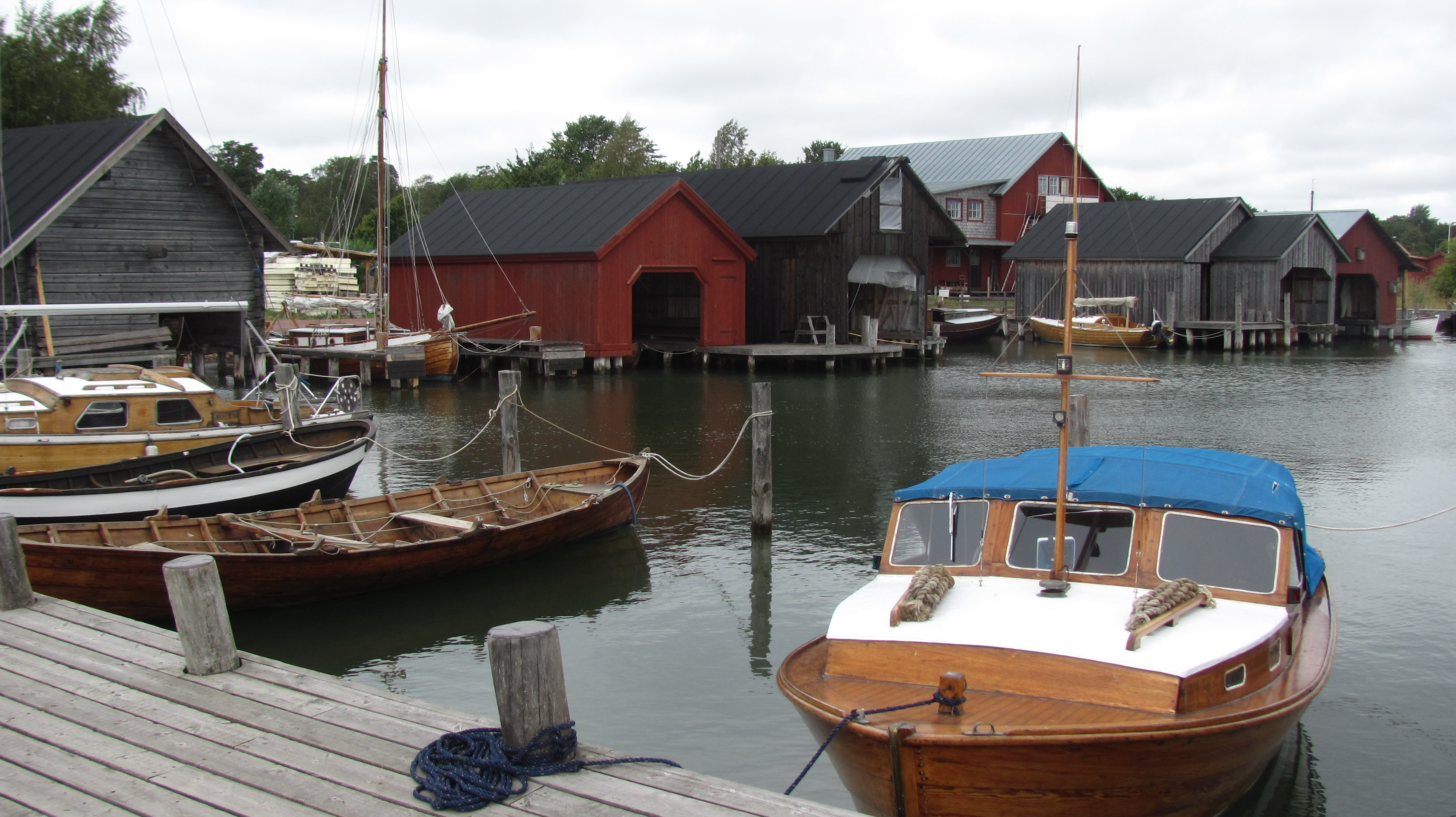
Sjökvarteret

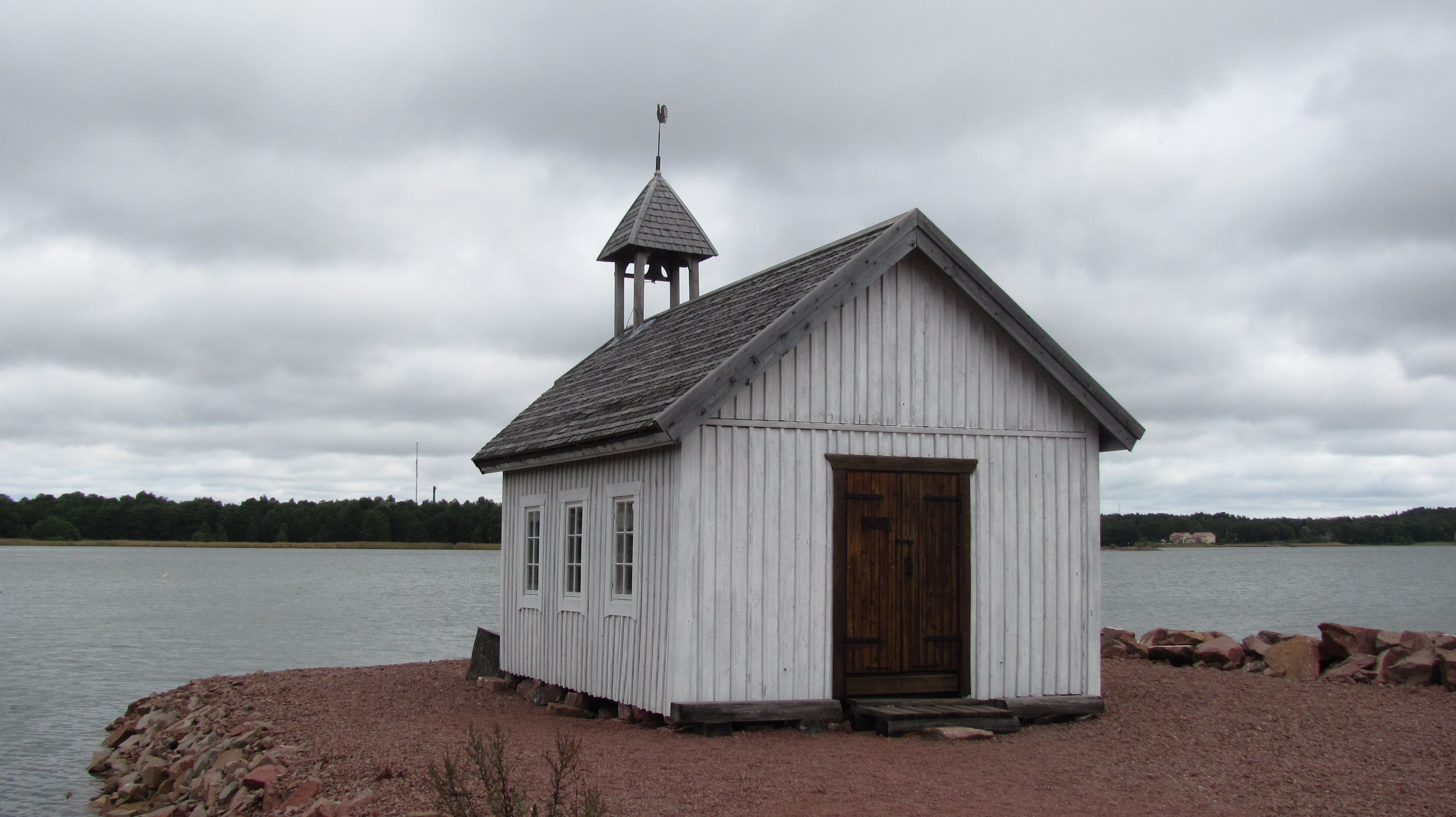
het schipperskapelletje

Sjökvarteret (Nederlands: 'het zeevaartkwartier') bevindt zich aan de oostelijke haven ('Österhamn') aan het Slemmern in de stad Mariehamn, de hoofdstad van de autonome Finse provincie Åland. Hier bevindt zich een combinatie van een jachthaven, scheepsbouwactiviteiten, een smidse, een museum en een 300 meter lange scheepswerf. Er is een restaurant, er staan boothuizen. Op het eind van de pier staat een kleine schipperskapel waarin regelmatig bruiloften en doopplechtigheden gehouden worden. Diverse traditionele schepen, waaronder schoeners, hebben hier hun thuishaven.
Het museum toont scheepsbouw uit vervlogen tijden maar ook in het heden, en ook boerderijboten ('storbåtar') en historische scheepsmotoren. Sinds 2014 wordt er gewerkt aan een traditionele houten vissersboot. Er staat ook een replica van het baken zoals dat staat op het eilandje Kobba Klintar (maar dan wit gekleurd).

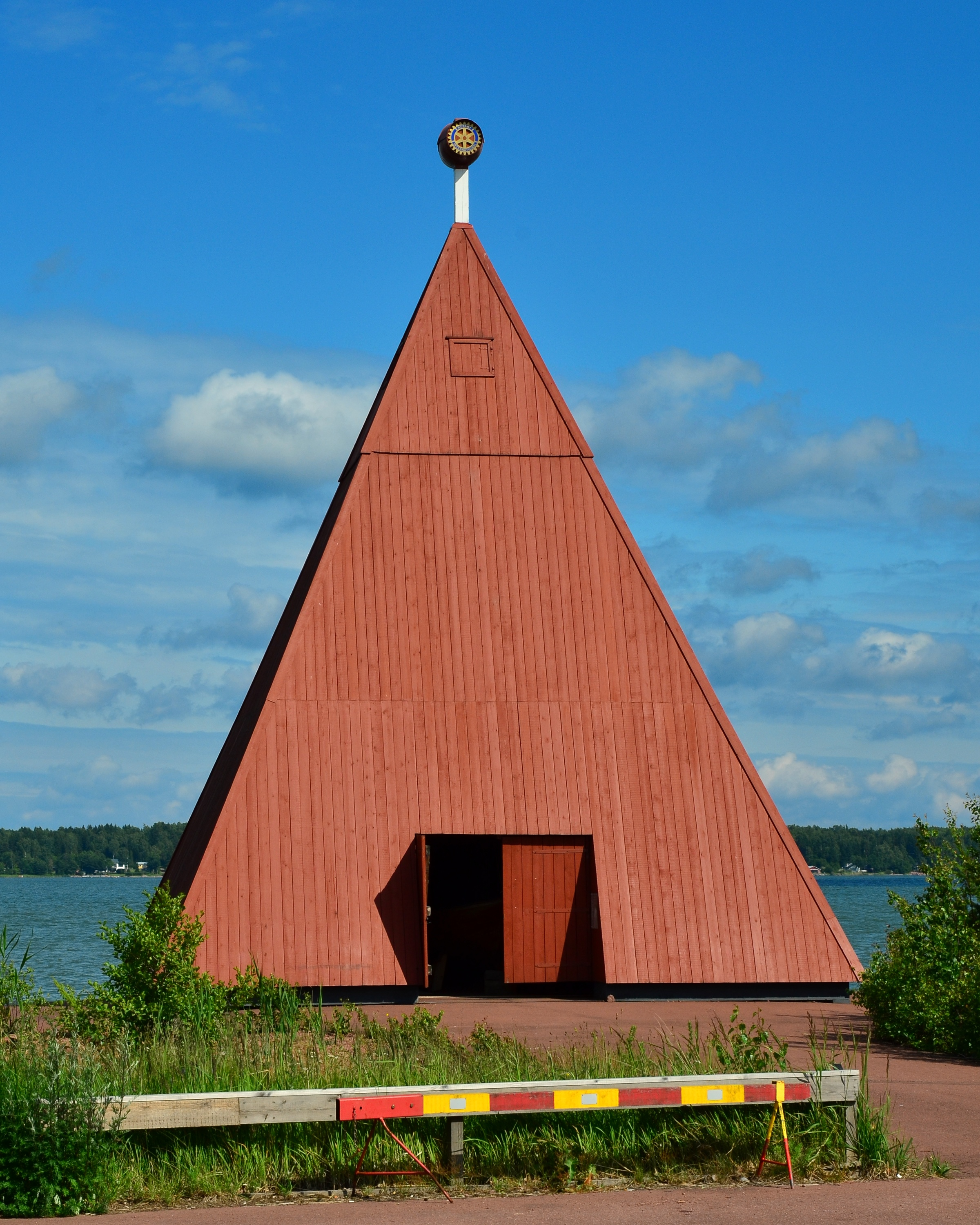
het baken